# 모하마드 야롬타글루
모하마드 야롬타글루(페르시아어: محمد یارمطاقلو, 영어: Mohammad Yaromtaghloo,, 2002년 5월 17일 ~ )
는 이란의 배우이다.

## 출연 작품

### 배우
- 무하마드: 신의 예언자
- 태양의 아이들
- 씨민과 나데르의 별거

### 생산자
- 아버지의 허락을 받아